# 大興安嶺地区
大興安嶺地区（だいこうあんれいちく、ダーシンアンリン）は中華人民共和国黒竜江省に位置する地区。中国最北端の村「北極村」がある。

## 地理
大興安嶺地区は中華人民共和国北端に位置し、東は小興安嶺山脈と、西は大興安嶺山脈を隔てて内モンゴル自治区と、南は松嫩平原、北は黒竜江を隔ててロシアと国境を接している。

## 歴史
先秦時代より北方民族の居住地であった大興安嶺地区に本格的な行政区画が設置されたのは清代以降である。1645年（順治2年）に盛京駐防大臣（翌年昂邦章京と改称）の管轄とされた。その後何度かの行政改編を受けながら清末には嶺南地区は黒竜江行省呼倫兵備道呼倫直隷庁、嶺北地区は璦琿兵備道璦琿直隷庁の管轄とされた。
中華民国が成立すると1912年（民国元年）6月25日、嶺北地区は黒竜江省璦琿兵備道（同年8月26日黒河道と改称）の管轄となり、嶺南地区はフルンボイル自治政府の管轄とされた。1914年（民国3年）には嶺南は竜江道布西総管公署の管轄に、1929年（民国18年）には嶺北は黒河市籌備処の、嶺南地区は呼倫貝爾市籌備処と管轄とされた。
1931年に満州国が成立すると大興安嶺地区はその版図となり、1932年（大同元年）には嶺南地区は興安東分省の、嶺北地区は黒竜江省（1934年に黒河省に移管）の管轄とされた。1945年（民国34年）、日本の敗戦に伴い満州国が崩壊すると嶺北地区は黒竜江省の、嶺南地区は興安省（1947年に内モンゴル自治区に移管）の管轄とされた。
1964年2月10日、大興安嶺地区の開発推進のために内モンゴル自治区の一部及び黒竜江省の黒河専区呼瑪県全域及び嫩江県の一部に大興安嶺社会戦区を設置、同時に11の林業会社を設立した。同年8月10日には社会戦区は省轄市級の特区人民委員会が設置されている。1970年4月1日、政府は大興安嶺特区を大興安嶺地区に改編された。

## 行政区画

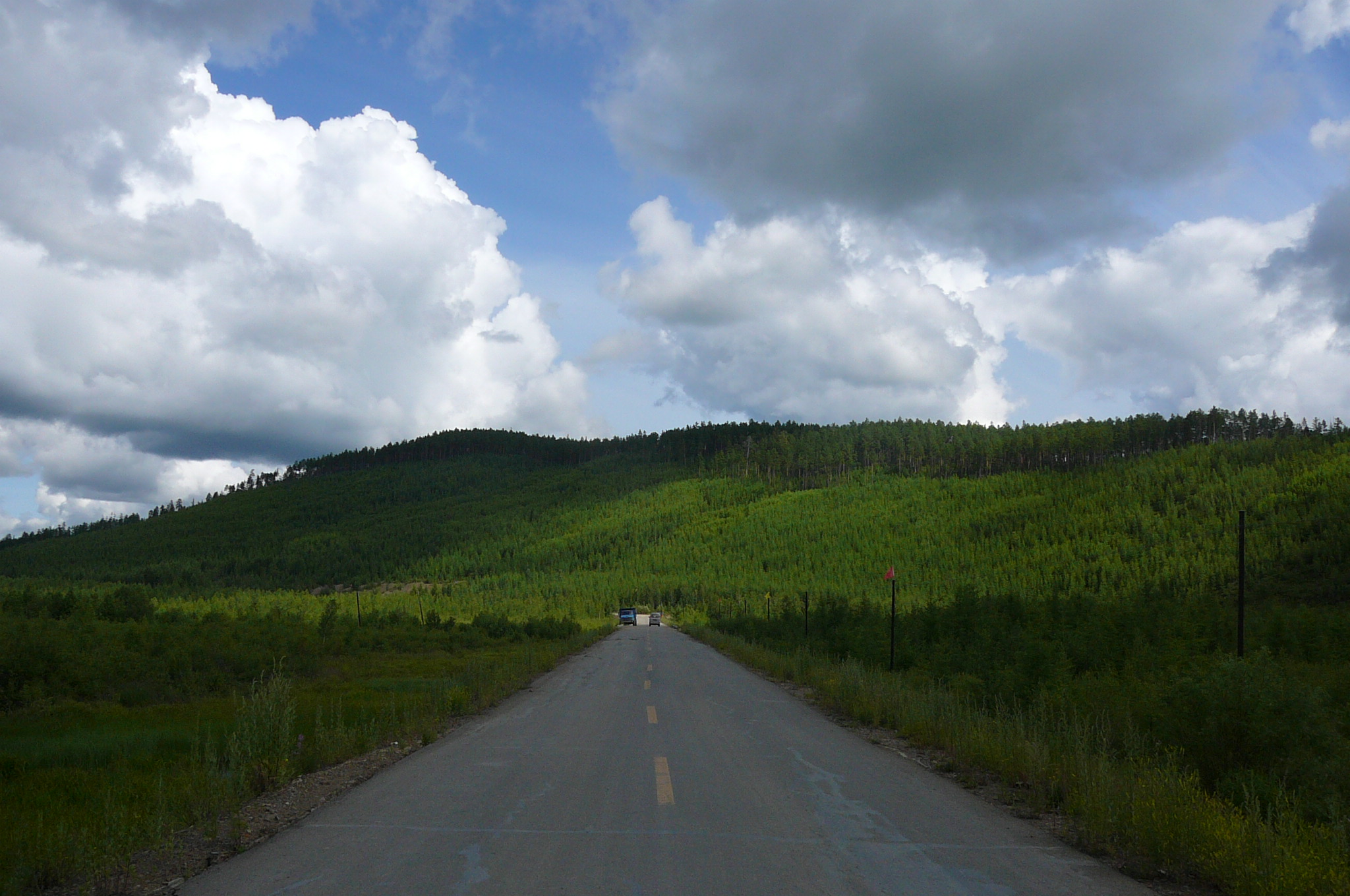
大興安嶺地区道路

大興安嶺地区行政公署は1県級市・2県・4区を管轄する。
- 県級市：
  - 漠河市
- 県：
  - 呼瑪県・塔河県
- 区：
  - ジャグダチ区（加格達奇区）・松嶺区・新林区・呼中区

ただし、中華人民共和国民政部の行政区画データでは1つの県級市と2つの県だけを管轄する。4つの区のうち、新林区・呼中区は呼瑪県、ジャグダチ区・松嶺区は内モンゴル自治区オロチョン自治旗のそれぞれ一部と見なされる。
| 大興安嶺地区の地図                                        |
| --------------------------------------------------------- |
| 漠河市 呼瑪県 塔河県 ジャグ · ダチ区 松嶺区 新林区 呼中区 |

### 年表
この節の出典

#### 大興安嶺特区
- 1964年8月10日 - 黒龍江省黒河専区呼瑪県、内モンゴル自治区フルンボイル盟オロチョン自治旗の各一部が合併し、黒龍江省大興安嶺特区が発足。(4区)
  - 呼瑪県由来の部分に新林区・呼中区・塔河区を設置。
  - オロチョン自治旗由来の部分(ジャグダチ鎮)に松嶺区を設置。
- 1966年4月20日 (4区)
  - 黒河専区呼瑪県の一部が塔河区に編入。
  - 内モンゴル自治区フルンボイル盟オロチョン自治旗の一部が松嶺区に編入。
- 1970年2月21日 - 松嶺区の一部が分立し、ジャグダチ区が発足。(5区)
- 1970年4月1日 - 大興安嶺特区が大興安嶺地区に改称。

#### 大興安嶺地区
- 1970年4月1日 - 大興安嶺特区が大興安嶺地区に改称。(5区1県2自治旗)
  - 黒河地区呼瑪県、フルンボイル盟オロチョン自治旗・モリンダワダウール族自治旗を編入。
- 1970年8月8日 - オロチョン自治旗の一部が分立し、大楊樹区が発足。(6区1県2自治旗)
- 1971年10月11日 - 呼瑪県の一部が分立し、アムル(阿木爾)区が発足。(7区1県2自治旗)
- 1973年3月1日 - 呼瑪県の一部が分立し、古蓮区が発足。(8区1県2自治旗)
- 1975年9月29日 - 大楊樹区がオロチョン自治旗に編入。(7区1県2自治旗)
- 1977年3月15日 - アムル区の一部が分立し、図強区が発足。(8区1県2自治旗)
- 1979年5月30日 - オロチョン自治旗・モリンダワダウール族自治旗が内モンゴル自治区フルンボイル盟に編入。(8区1県)
- 1981年5月14日 (4区3県)
  - 塔河区および呼瑪県の一部が合併し、塔河県が発足。
  - アムル区・図強区・古蓮区および呼瑪県の一部が合併し、漠河県が発足。
- 2018年2月22日 - 漠河県が市制施行し、漠河市となる。(4区1市2県)

## 林業区画
林業部所属大興安嶺林業集団公司（林管局）が10林業局、61林場を管轄する。
松嶺林業局（松嶺区小揚気鎮）：緑水林場、古源林場、大揚気林場、壮志林場、新天林場
新林林業局（新林鎮）：塔源林場、宏図林場、新林林場、大烏蘇林場、碧洲林場、翠崗林場、塔爾根林場、富林林場
塔河林業局（塔河鎮）：瓦拉干林場、蒙克山林場、塔林林場、繍峰林場、盤古林場、沿江林場
呼中林業局（呼中鎮）：雄関林場、呼源林場、蒼山林場、宏偉林場、呼中林場、碧水林場
阿木爾林業局（漠河市阿木爾鎮）：長山林場、依林林場、龍河林場、興安林場、紅旗林場、青松林場
図強林業局（漠河市図強鎮）：奮闘林場、二十八站林場、育英林場、壮林林場、潮河林場、臥龍河林場、潮満林場
西林吉林業局（漠河市西林吉鎮）：河湾林場、前哨林場、河東林場、古蓮林場、金溝林場
十八站林業局（塔河県十八站オロチョン民族郷）：十八站林場、査班河林場、小根河林場、白銀納林場、永慶林場、双河林場
韓家園林業局（呼瑪県韓家園鎮）：韓家園主伐林場
ジャガタチ林業局（ジャガタチ区）：古里林場、白樺林場、東風林場、翠峰林場、躍進林場、多布庫爾林場、達金林場、大黒山林場、大子揚山林場、罕諾河林場
黒龍江省所属大興安嶺行政公署営林局系統が3県営林局、6林場を管轄する。
呼瑪県営林局（呼瑪鎮）：十二站林場、三卡林場、金山林場、嘎拉河林場
塔河県営林局（塔河鎮）：二十二站林場
漠河県営林局（漠河市西林吉鎮）：漠河林場

## 交通

### 航空
- 漠河古蓮空港
- ジャグダチ空港

### 鉄道
- 中国国家鉄路集団
  - 中国鉄路ハルビン局集団公司
    - 富西線
    - 伊加線

### 道路
- 国道
  -  G111国道（中国語版）
  -  G331国道
- 省道
  -  207省道
  -  208省道
  -  209省道
  -  301省道

### 国境検問所
- 呼瑪口岸

## 健康・医療・衛生
- 漠河市人民医院、黒竜江省呼瑪県人民医院、塔河県人民医院、黒竜江省塔河県第二人民医院、塔河県中医院
- 加格達奇区人民医院、加格達奇区婦幼保健站、黒竜江大興安嶺松嶺区人民医院、新林林業局職工医院、呼中林業局職工医院

## 名所・旧跡・観光スポット

### 自然保護区
国家級
- 黒竜江綽納河国家級自然保護区、黒竜江呼中国家級自然保護区、黒竜江南瓮河国家級自然保護区
- 黒竜江双河国家級自然保護区、黒竜江多布庫爾国家級自然保護区、黒竜江北極村国家級自然保護区

省級
- 黒竜江嶺峰省級自然保護区、黒竜江漠河篤斯越橘省級自然保護区、黒竜江盤中省級自然保護区
- 黒竜江呼源鑽天柳自然保護区、黒竜江常青省級自然保護区、黒竜江盤古河省級自然保護区
- 黒竜江呼瑪河省級自然保護区

### 国家級森林公園
- ジャガタチ（加格達奇）国家森林公園、北極村国家森林公園、呼中国家森林公園

### 観光地等級AAAAA（国家5A級）
- 大興安嶺地区漠河北極村旅遊景区